# Списък с епизоди на „Две момчета и едно момиче“
Тази статия е списък с епизоди на телевизионния сериал Две момчета и едно момиче.

## Сезон 1
- Пилотен (Pilot)
- Две момчета и едно момиче в презентация (Two Guys, a Girl and a Presentation)
- Две момчета и едно момиче и още едно момче (Two Guys, a Girl and a Guy)
- Две момчета и едно момиче на мач на Селтикс (Two Guys, a Girl and a Celtic Game)
- Две момчета и едно момиче в един апартамент (Two Guys, a Girl and an Apartment)
- Две момчета и едно момиче и Софтболен отбор (Two Guys, a Girl and a Softball Team)
- Две момчета и едно момиче се възстановяват (Two Guys, a Girl and a Recovery)
- Две момчета и едно момиче и парти (Two Guys, a Girl and a Party)
- Две момчета и едно момиче шанс да насърчиш (Two Guys, a Girl and a Chance Encounter)
- Две момчета и едно момиче и доставяне на пица (Two Guys, a Girl and a Pizza Delivery)
- Две момчета и едно момиче – как са се запознали (Two Guys, a Girl and How They Met)
- Две момчета и едно момиче и един баща (Two Guys, a Girl and a Dad)
- Две момчета и едно момиче и хазяин (Two Guys, a Girl and a Landlord)